# Дмитрієвська сільська рада (Уфимський район)
Дми́трієвська сільська рада (рос. Дмитриевский сельский совет) — муніципальне утворення у складі Уфимського району Башкортостану, Росія. Адміністративний центр — село Дмитрієвка.
2004 року до складу сільради було включено територію площею 0,53 км² Ленінського району Уфи, а зі складу сільради до Ніколаєвської сільради передано 11,19 км².

## Населення
Населення — 8693 особи (2019, 7127 в 2010, 6196 в 2002).

## Склад
До складу поселення входять такі населені пункти:
| Населений пункт         | Населення, осіб (2002) | Населення, осіб (2010) |
| ----------------------- | ---------------------- | ---------------------- |
| Волково, присілок       | 647                    | 707                    |
| Дмитрієвка, село        | 3789                   | 4351                   |
| Подималово, присілок    | 1335                   | 1601                   |
| Ягодна Поляна, присілок | 392                    | 417                    |
| Ясний, присілок         | 33                     | 51                     |